# Hecalus nimbosus
Hecalus nimbosus är en insektsart som beskrevs av Ball 1937. Hecalus nimbosus ingår i släktet Hecalus och familjen dvärgstritar. Inga underarter finns listade i Catalogue of Life.